# Oblada
Oblada is een monotypisch geslacht van straalvinnige vissen uit de familie van zeebrasems (Sparidae). Het geslacht is voor het eerst wetenschappelijk beschreven in 1829 door Cuvier.

## Soort
- Oblada melanura (Linnaeus, 1758) – Zadelzeebrasem